# Monteverdi High Speed
De Monteverdi High Speed is een reeks van personenauto's uit de topklasse die tussen 1967 en 1976 door de Zwitserse autofabrikant Monteverdi werd geproduceerd. De High Speed modellijn bestaat uit diverse coupé-modellen, een cabriolet en een sedan. De Berlinetta coupé en de Palm Beach cabriolet behoren ook tot deze modellijn.

## Ontwerp
De wagens uit de High Speed modellijn waren gebaseerd op een relatief eenvoudig ontwerp dat een elegante Italiaanse carrosserie combineerde met een weinig ingewikkelde Amerikaanse V8-motor.

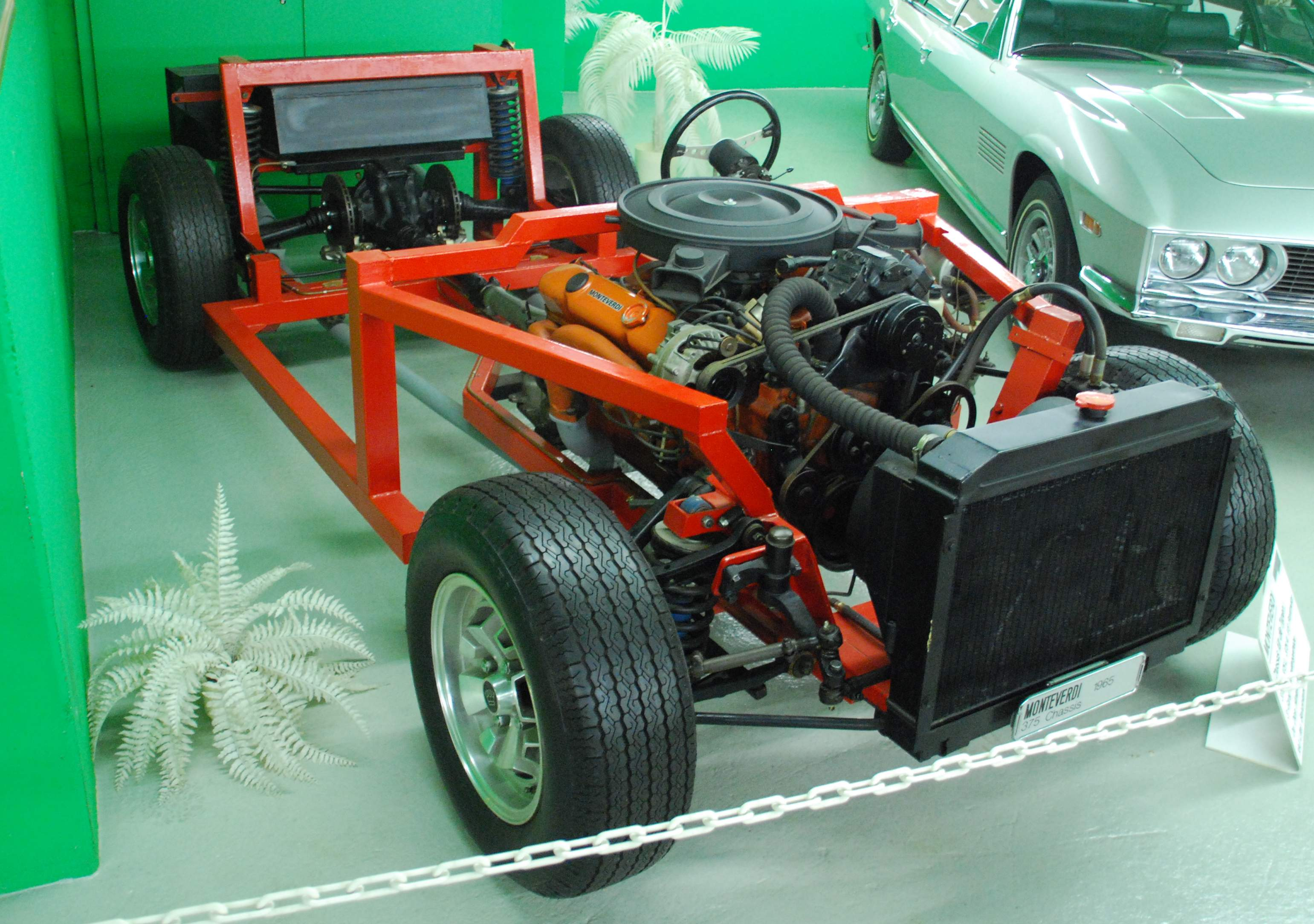
Het door Monteverdi ontworpen buizenframe van de High Speed 375 modellijn

Het chassis bestond uit een frame van vierkante stalen buizen, dat aangeleverd werd door Stahlbau AG in Muttenz. De voorwielophanging werd gemaakt door Alford & Adler in het Verenigd Koninkrijk, de achteras kwam van Salisbury, de remmen van Girling en de besturing van ZF.
Aanvankelijk werden de wagens voorzien van een 7,2L V8-motor van Chrysler met 375 pk. Dat motorvermogen ligt ook aan de basis van de modelnamen. Deze waarde werd toen nog gemeten in SAE gross pk (de oude Engelse definitie van pk). De overeenkomstige DIN pk waarde lag echter een stuk lager. Het was ook mogelijk om te kiezen voor de kleinere maar krachtigere 7,0L Hemi-motor van Chrysler. Deze werd uiteindelijk beschikbaar op alle High Speed-modellen.
Door de continu strenger wordende Amerikaanse emissienormen kreeg Monteverdi vanaf het einde van de jaren '60 motoren aangeleverd die steeds minder krachtig waren. In 1974 claimde Monteverdi een topsnelheid van slechts 200 km/u voor de High Speed 375 L, dit voor een wagen die een paar jaar eerder nog goed was voor een topsnelheid van 238 km/u met een motor zonder emissiebeperkingen. Monteverdi heeft de motoren echter nooit aangepast voor meer vermogen.

## Varianten
Tussen 1967 en 1976 heeft Monteverdi een aantal varianten van de High Speed op de markt gebracht. De naam High Speed 375 werd voor alle modellen gebruikt, maar elk model kreeg een suffix dat aangaf of het ging om een coupé met standaard wielbasis, een coupé met verkorte wielbasis, een cabriolet of een sedan.
In het algemeen zijn er twee reeksen te onderscheiden. De eerste serie, geproduceerd van 1967 tot 1968, bestond uit een handvol coupés die ontworpen waren door Pietro Frua en waarvan de carrosserie gebouwd werd in de Frua-fabriek. De tweede, veel uitgebreidere serie werd geproduceerd van de zomer van 1968 tot 1976 door Carrozzeria Fissore in Savigliano. De eerste exemplaren van Fissore waren nog gebaseerd op het ontwerp van Frua, maar vanaf 1969 kwam Fissore met een nieuw ontwerp waarvan nadien nog verschillende afgeleiden ontwikkeld werden.

### Modellen van Frua

#### High Speed 375 S (Frua)

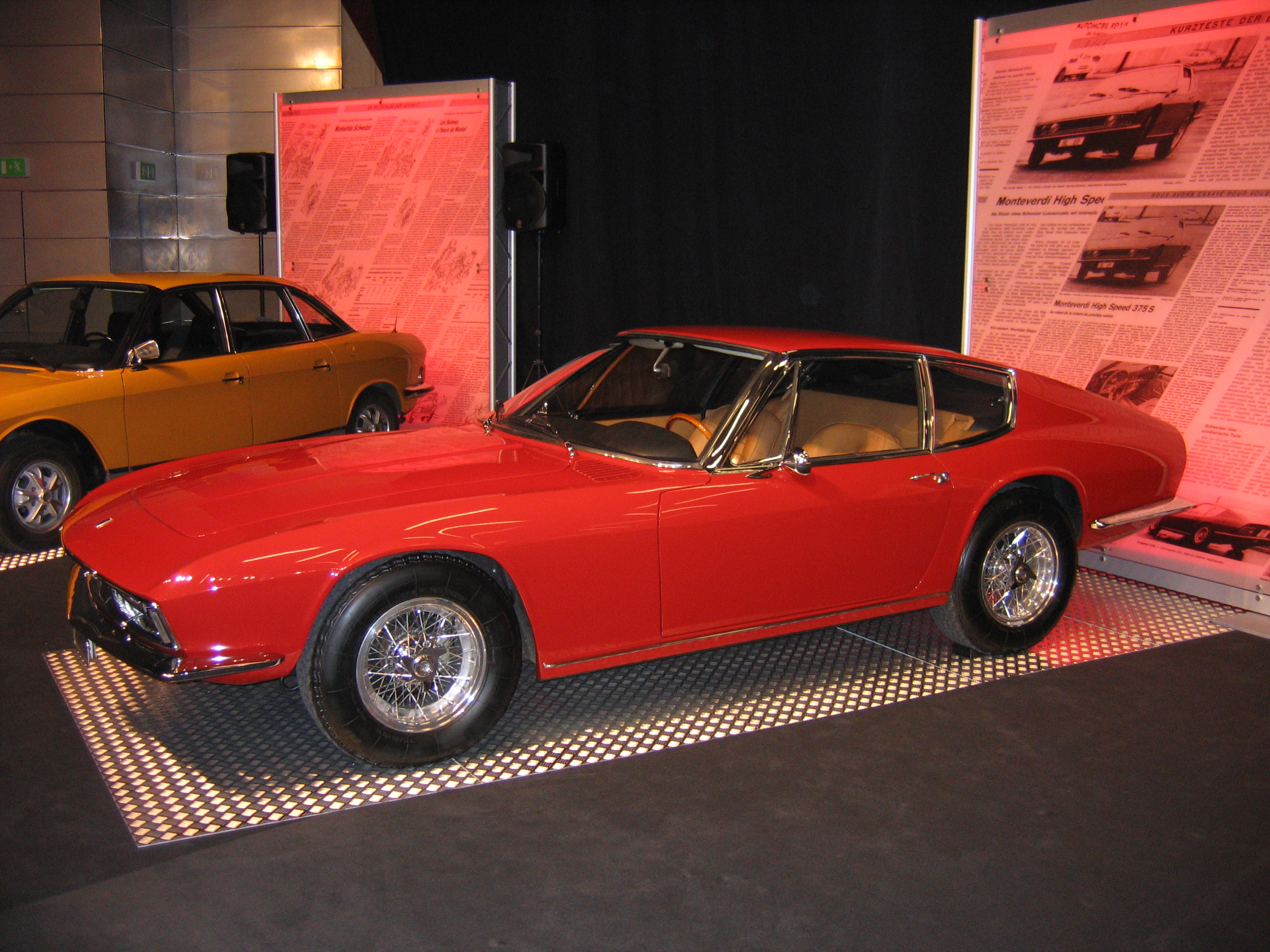
High Speed 375 S met een carrosserie van Frua (prototype uit 1967).

Het eerste model, de High Speed 375 S, werd gepresenteerd op de IAA in 1967. Dit was een tweezitter coupé ontworpen door Pietro Frua in Turijn. Hij baseerde zich daarbij op zijn eerder werk, waardoor het ontwerp overeenkomsten vertoont met de Maserati Mistral en de AC 428.
De productie van de wagens begon in 1967. Eerst werden de aandrijflijn en de ophanging aan het chassis gemonteerd in de Monteverdifabriek in Binningen. Het rijklare chassis werd vervolgens afgeleverd in Turijn waar Frua de carrosserie installeerde en de auto afwerkte. Het afgewerkte voertuig ging daarna terug naar Monteverdi in Zwitserland om het aan de klant te leveren.
Op deze manier werden er in de eerste zes maanden van de samenwerking tussen Monteverdi en Frua een tiental coupés gebouwd.

#### High Speed 375 L (Frua)
Naast de standaard tweezitter coupé ontwikkelde Frua in opdracht van Monteverdi ook een verlengde versie als 2+2-zitter. De zijlijn en het dakgedeelte werden daarbij aanzienlijk gewijzigd. Het prototype van deze High Speed 375 L werd voorgesteld op het Autosalon van Genève in 1968, maar ging nooit in productie.

#### High Speed 400 SS
Bij de presentatie van de 375 S in 1967 kondigde Monteverdi in zijn verkoopbrochure ook al een krachtiger model aan met een 7,2L Chrysler V8-motor met twee carburatoren die 400 pk zou leveren. Deze High Speed 400 SS kwam er echter nooit.

#### Einde van de samenwerking met Frua
In de lente van 1968 wou Peter Monteverdi de productie gevoelig opdrijven van 50 naar 100 exemplaren per jaar. Frua had echter niet de benodigde capaciteit om deze aantallen met de hand te bouwen en stelde daarom voor om de productie uit te besteden aan Carrozzeria Maggiora, die ook al enkele Maserati-modellen hadden gebouwd en waar de productie gedeeltelijk geautomatiseerd kon worden. Monteverdi wees dit voorstel af omwille van de hoge investeringskosten en ging vervolgens een samenwerking aan met Carrozzeria Fissore in Savigliano bij Milaan. Deze kleinere en minder prestigieuze ontwerpstudio kon wel de geplande productiecijfers garanderen met handgemaakt plaatwerk.
Vanaf de zomer van 1968 bestelde Monteverdi een tiental carrosserieën bij Carrozzeria Fissore op basis van het ontwerp van Pietro Frua. Peter Monteverdi weigerde echter om royalty's te betalen aan Frua, waarop deze het gebruik van zijn ontwerp via een gerechtelijke procedure liet verbieden.

### Modellen van Fissore
Als gevolg van de rechtszaak met Frua moest Monteverdi in 1969 een nieuwe carrosserie voor zijn coupé ontwerpen. Hij veranderde daarbij van strategie want uit marktonderzoek bij potentiële kopers was gebleken dat een 2+2-coupé op een verlengd chassis de voorkeur genoot. Daarom werd de High Speed 375 L het nieuwe basisvoertuig van het Monteverdi-gamma.

#### High Speed 375 L

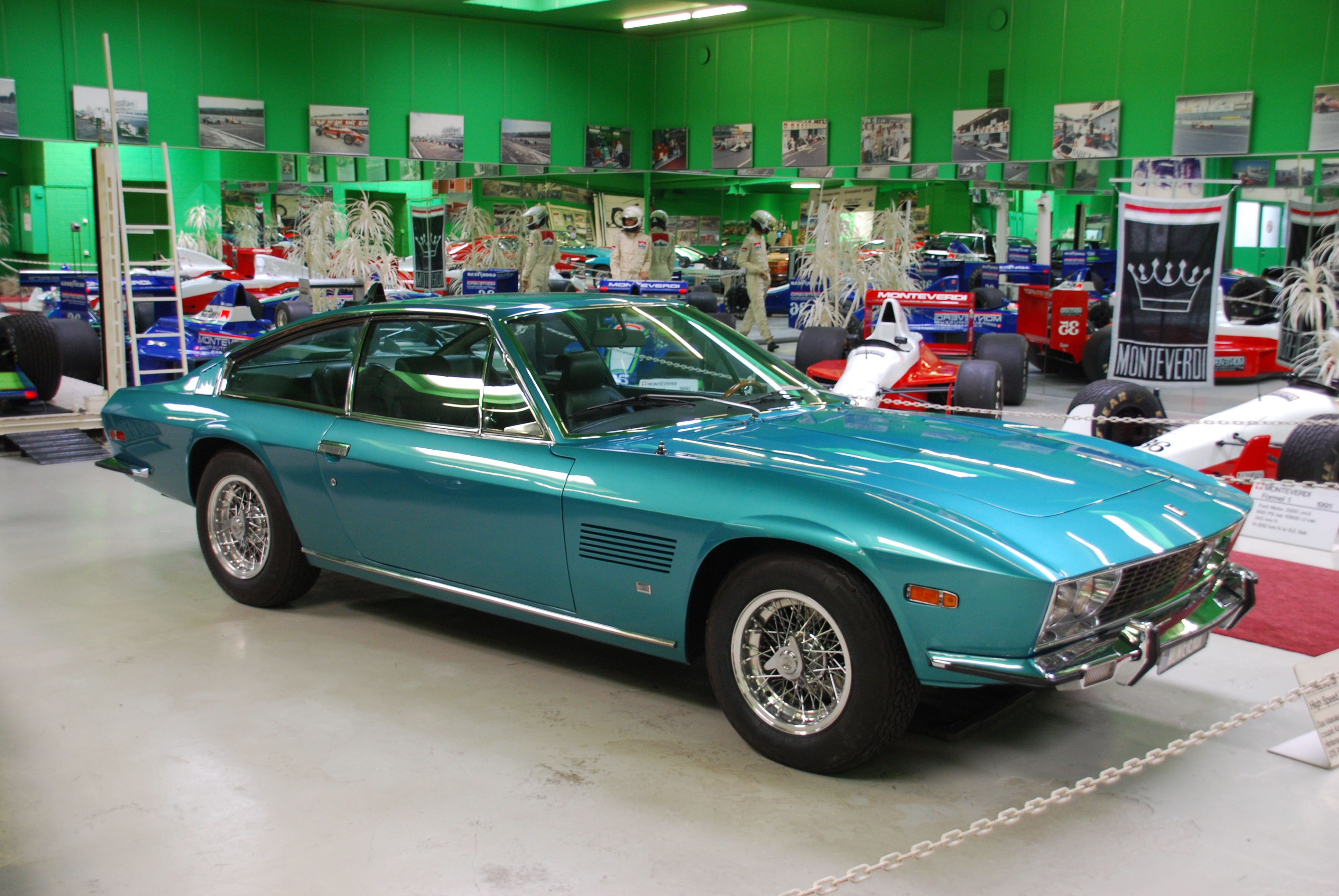
High Speed 375 L

De High Speed 375 L, een 2+2-zitter met een carrosserie van Fissore, werd het volumemodel van de High Speed-reeks en was op de Monteverdi Safari na het best verkochte model van het merk. De proporties van de nieuwe carrosserie kwamen exact overeen met het Frua-design, maar waren veel hoekiger aan de voor- en achterkant. De neus was voorzien van dubbele ronde koplampen met een omlijsting in chroom. Achteraan werden de achterlichten van de Alfa Romeo Giulia Berlina gebruikt.
Gedurende de productiejaren werden continu kleinere en grotere verbeteringen en wijzigingen aangebracht. Zo zijn er vroege exemplaren gekend met achterlichten van de Fiat 124 en van de Alfa Romeo 1750.  Enkele van de latere exemplaren kregen rechthoekige koplampen en vanaf 1973 werden de achterlichten van de Triumph TR6 gebruikt. Het meest opvallende is wellicht het complete herontwerp van het dashboard in productiejaar 1972-73. Tot dan toe was het dashboard uitgevoerd in Engelse stijl met veel hout en klassieke instrumenten. Het nieuwe dashboard kreeg een sportiever design in zwart velours. Omdat de High Speed-reeks met de hand gebouwd werd kan het ook niet uitgesloten worden dat bepaalde wijzigingen aangebracht werden op basis van individuele wensen van klanten.

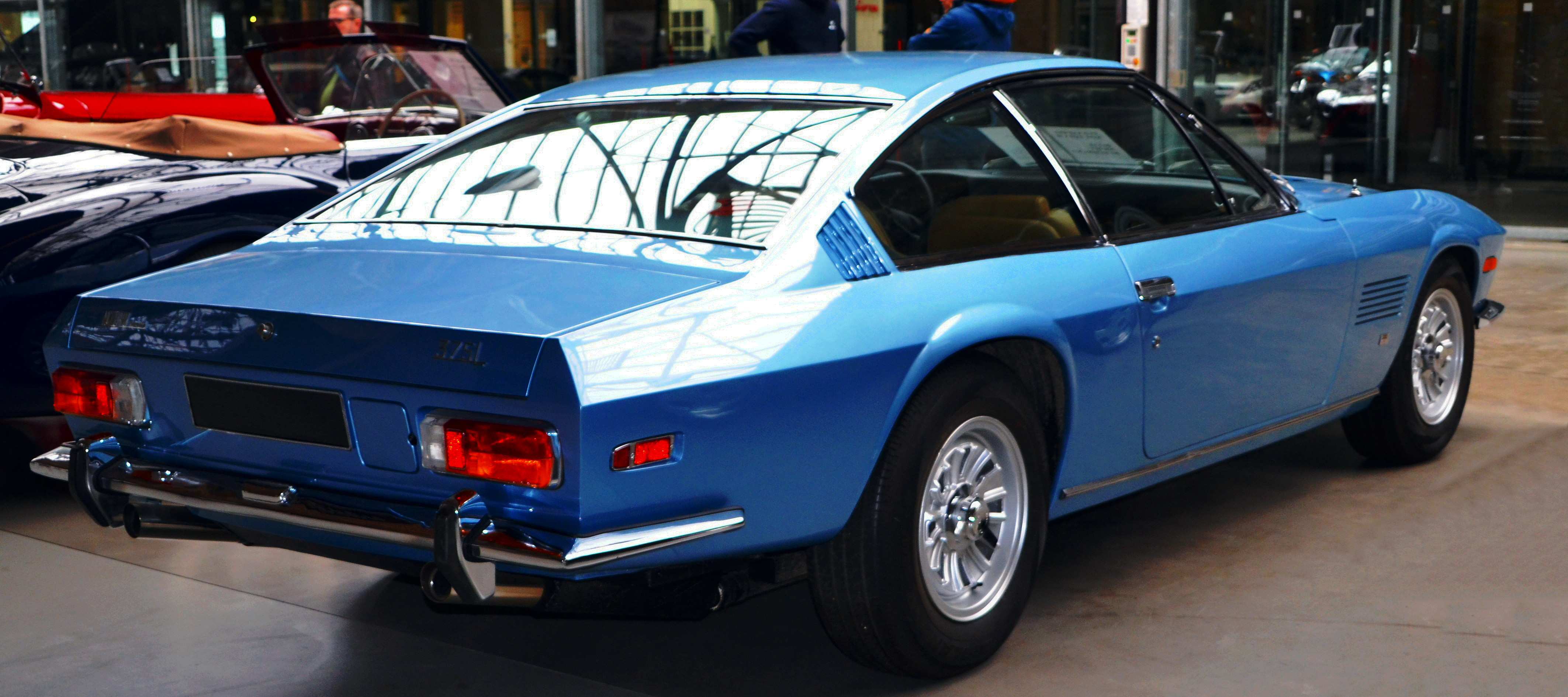
High Speed 375 L met Alfa Romeo Giulia achterlichten
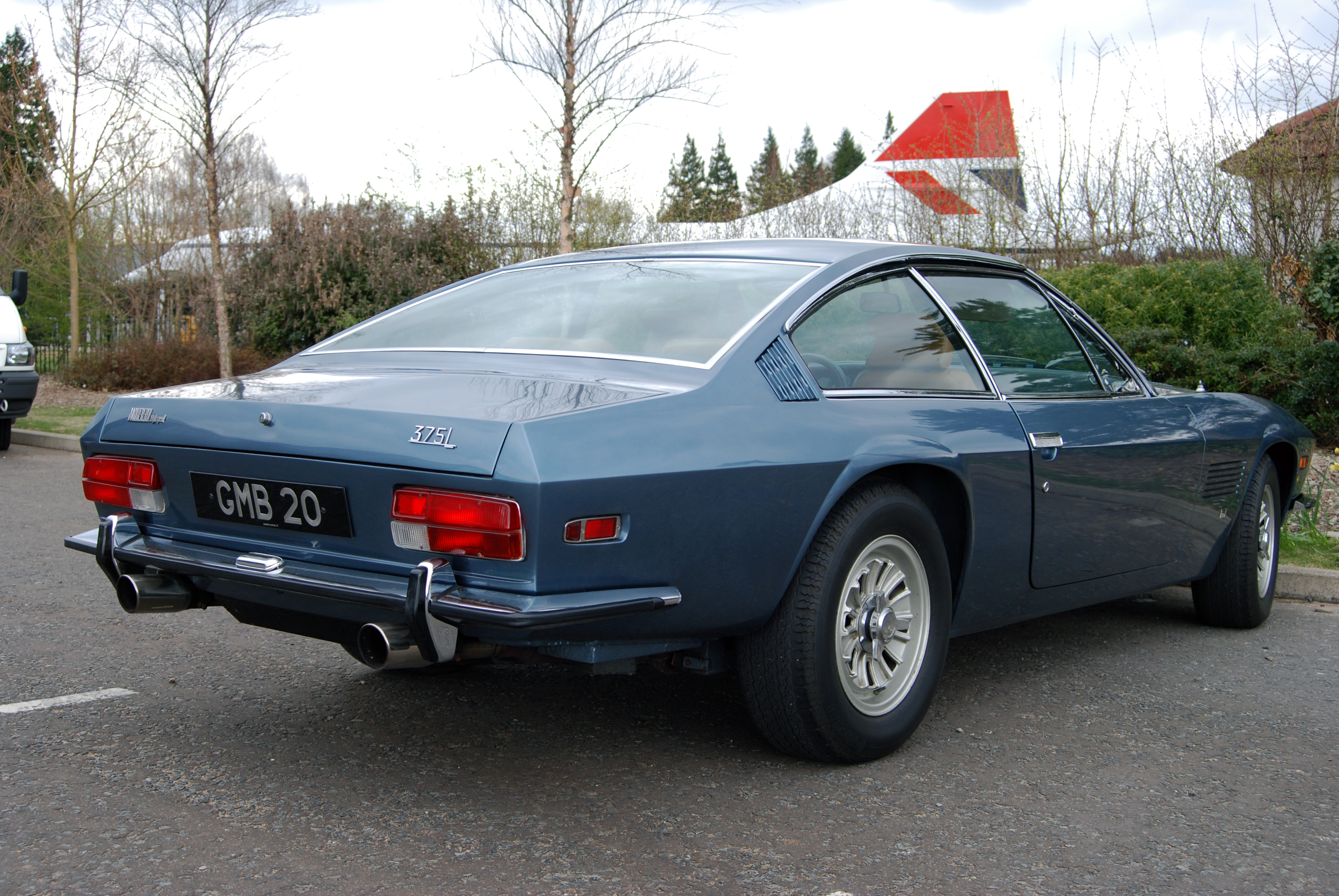
High Speed 375 L met Alfa Romeo 1750 achterlichten
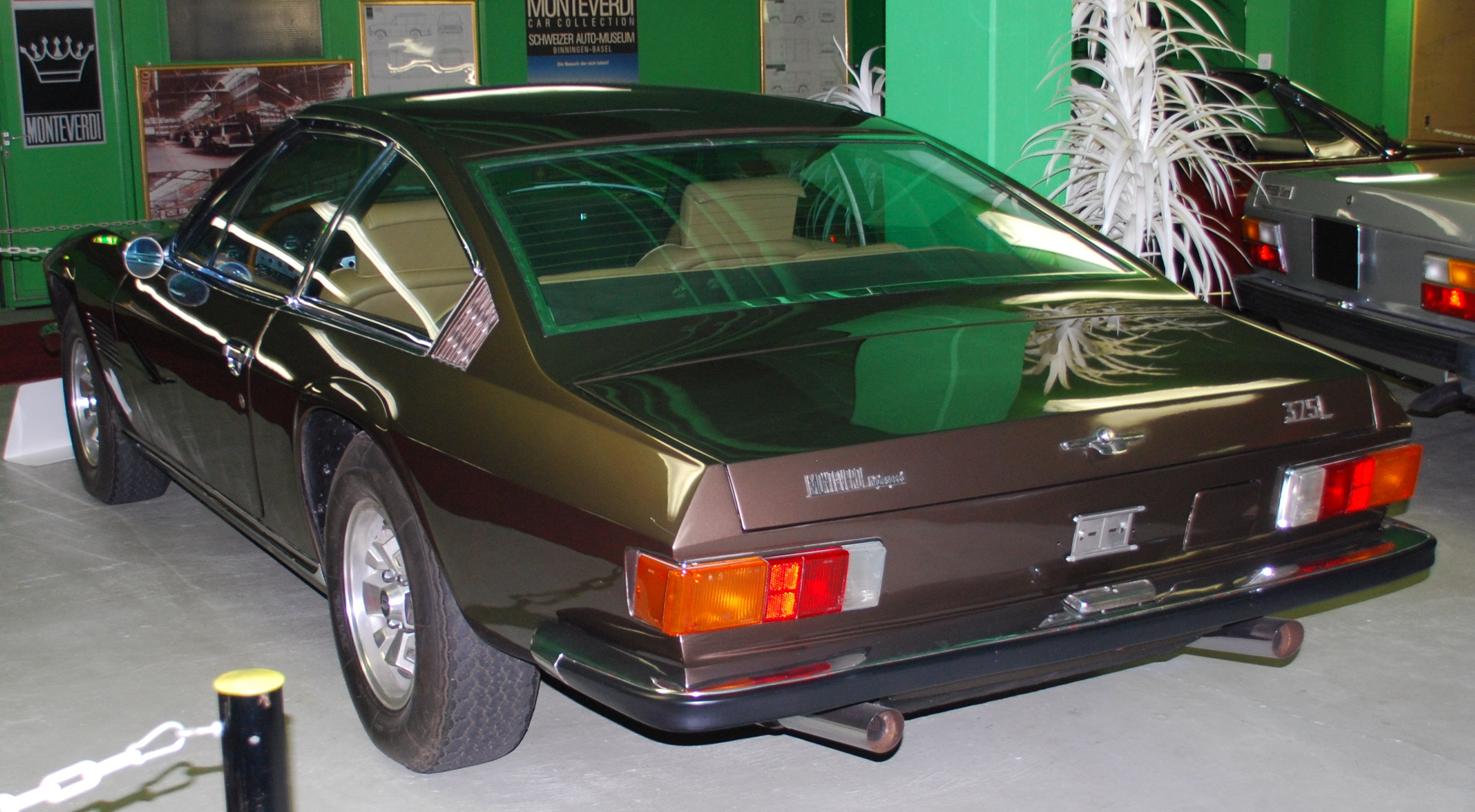
High Speed 375 L met Triumph TR6 achterlichten

Na de overstap naar Carrozzeria Fissore werd ook het productieproces gewijzigd: Fissore ontving een kaal chassis van Monteverdi en installeerde daar de carrosserie op. De eindmontage en afwerking (motor, assen, interieur, schilderwerk) werd daarna uitgevoerd bij Monteverdi in Zwitserland.
Over het aantal geproduceerde exemplaren van de 375 L lopen de meningen uiteen. Volgens het Monteverdiboek zouden het er ongeveer 100 geweest zijn, andere bronnen spreken van slechts 53 exemplaren.

#### High Speed 375 S

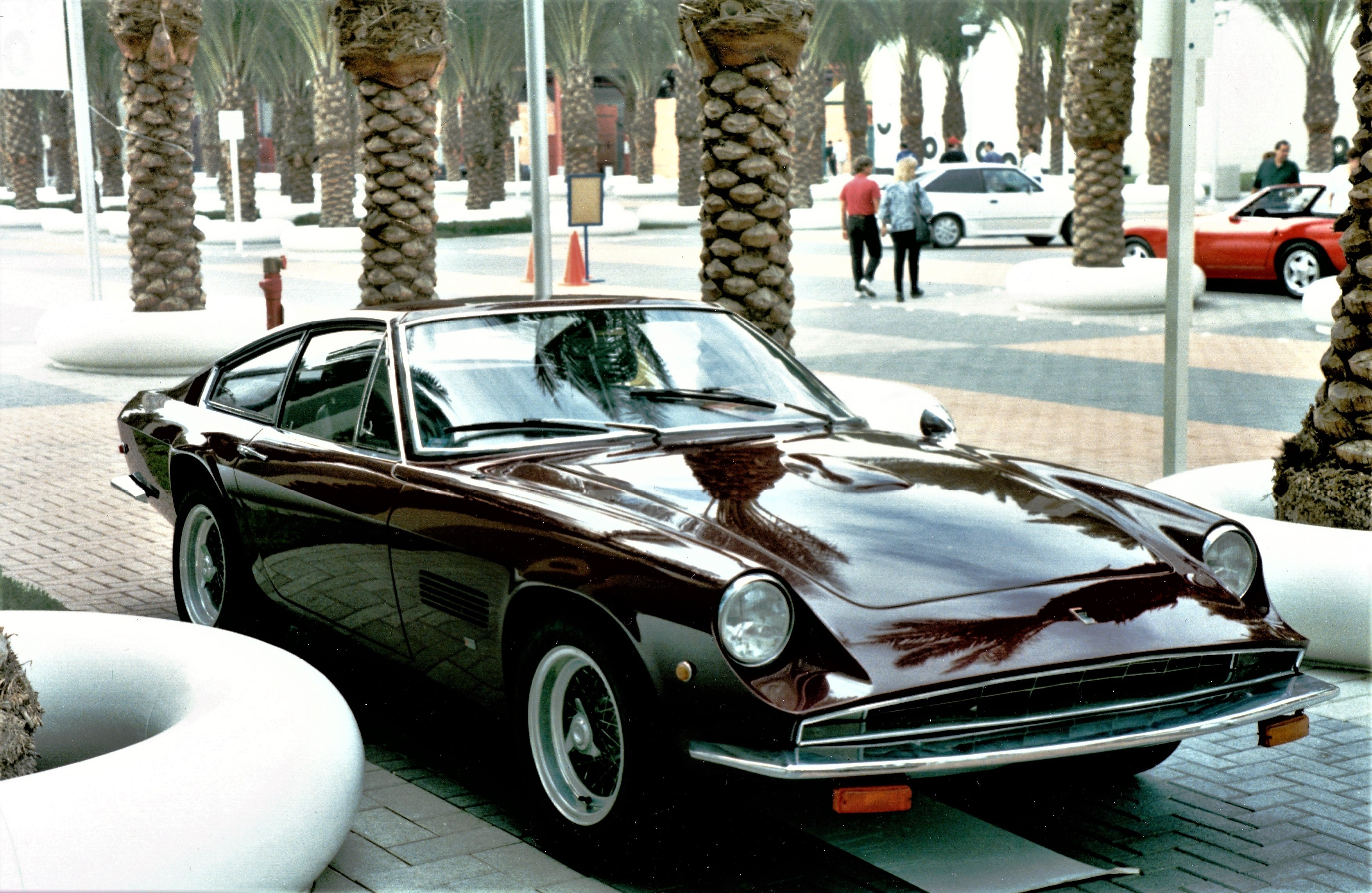
High Speed 375 S

Naast de 2+2-zitter bood Monteverdi ook weer een pure tweezitter aan op basis van het oorspronkelijke korte chassis. Deze High Speed 375 S kreeg een sterk gewijzigde carrosserie, met enkelvoudige ronde koplampen, een radiatorrooster dat de volledige breedte van de neus innam en zes ronde achterlichten.
Deze 375 S was veel minder succesvol dan de 375 L. In de periode 1969 tot 1971 werden er slechts zes exemplaren gebouwd. Een daarvan bevindt zich in de autocollectie van de Amerikaanse talkshowhost Jay Leno. In 1972 werd de 375 S opgevolgd door de Berlinetta.

#### High Speed 375 C

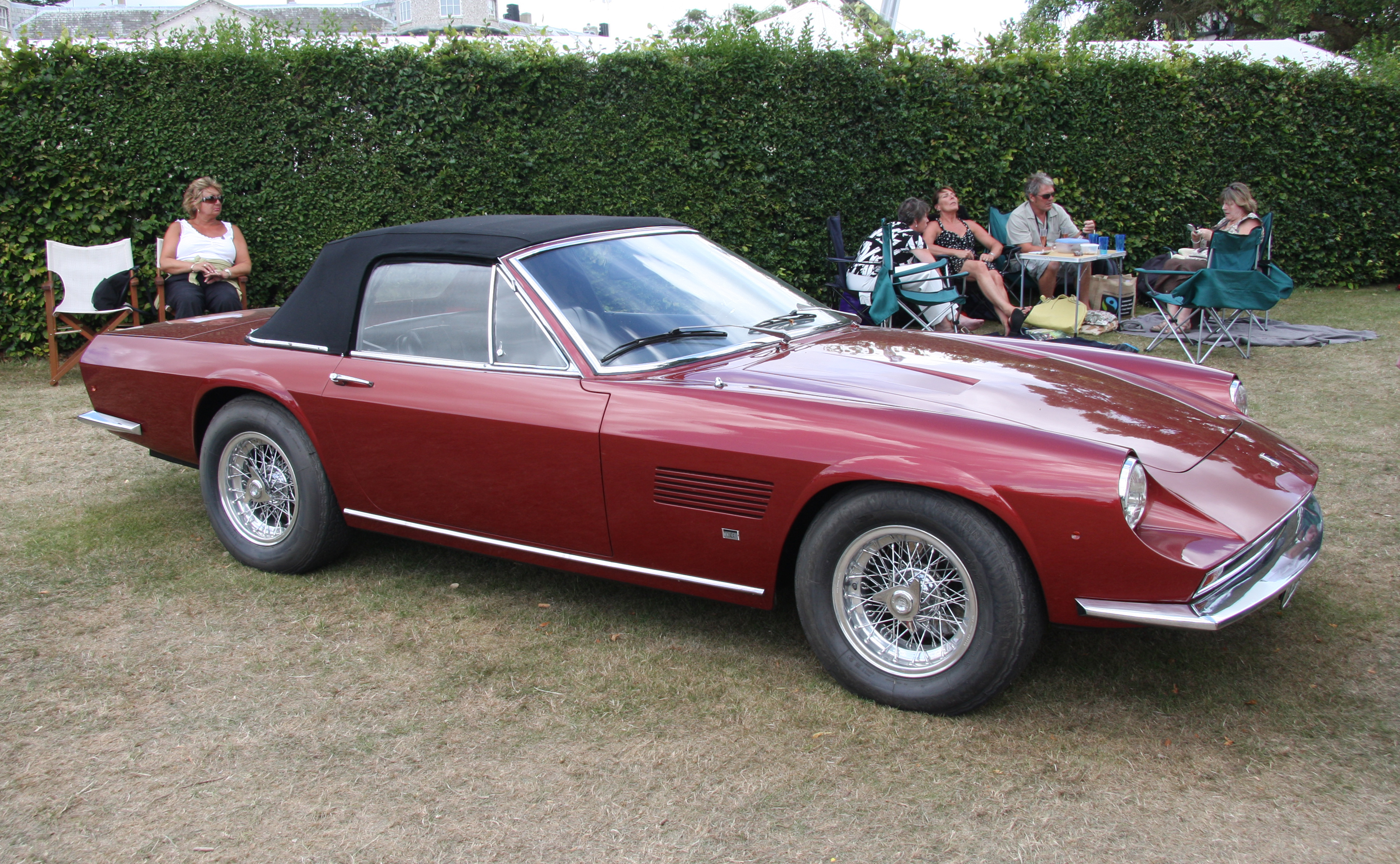
High Speed 375 C

De High Speed 375 C was een cabriolet ontworpen op basis van de 375 S met korte wielbasis. De wagen werd op het Autosalon van Genève in 1971 aan het grote publiek voorgesteld. In tegenstelling tot de 375 S had de cabriolet geen zes ronde achterlichten maar gebruikte men net als bij de 375 L de achterlichten van de Alfa Romeo Giulia.
Van de twee gebouwde exemplaren werd er slecht een verkocht. Het tweede exemplaar bleef in de fabriek en werd in 1974 omgebouwd tot de Monteverdi Palm Beach cabriolet met onderdelen van de Monteverdi Berlinetta. Het eerste exemplaar werd teruggekocht door Monteverdi en bevindt zich in de Monteverdi Car Collection in het Verkeersmuseum in Luzern.

#### High Speed 375/4

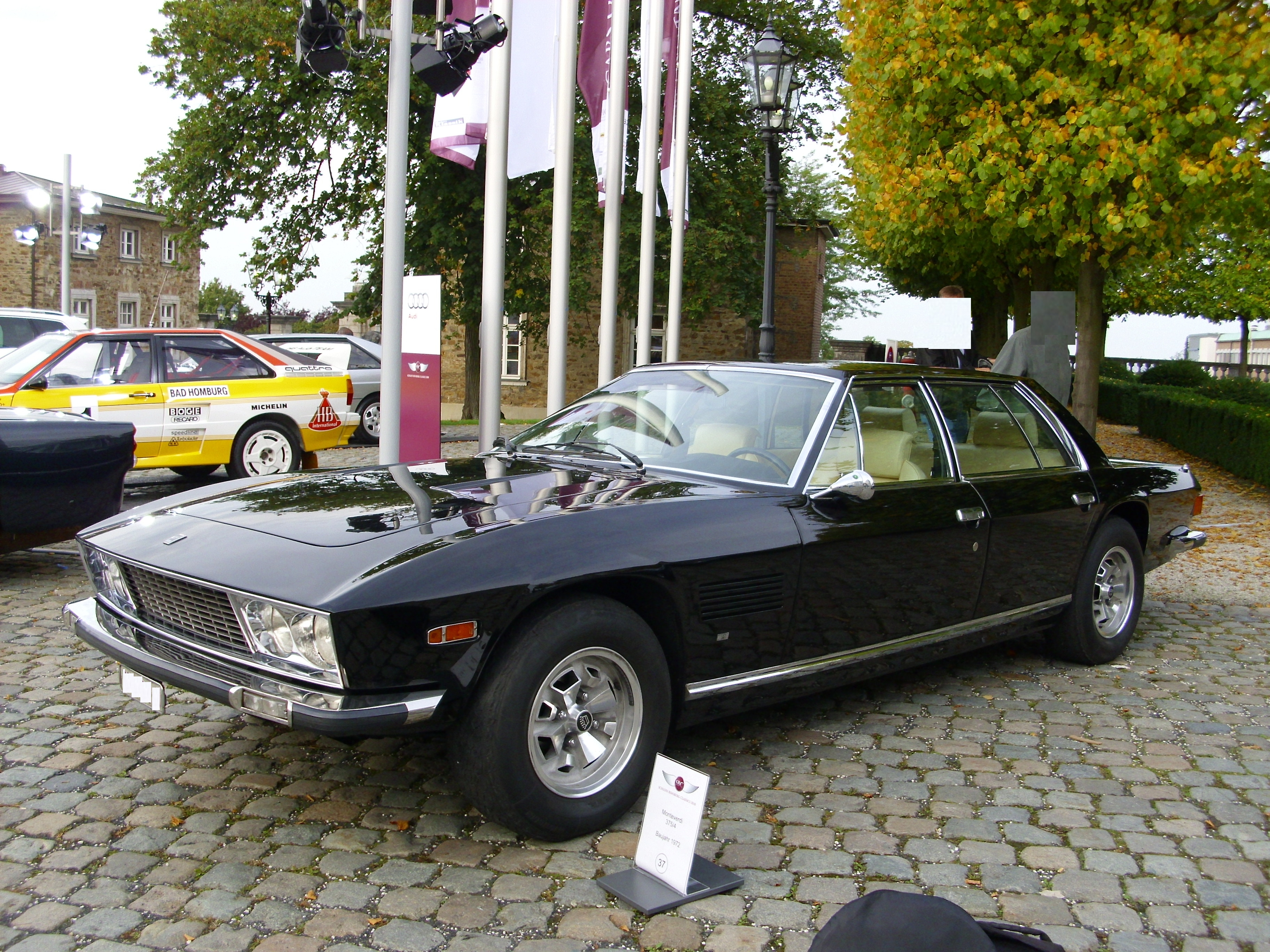
High Speed 375/4

Het topmodel van de High Speed-serie was de High Speed 375/4, een grote vierdeurs sedan die voor het eerst verscheen in 1971. Daarvoor werd de wielbasis verlengd tot 3,15 meter, terwijl de belangrijkste technische kenmerken waaronder de aandrijflijn ongewijzigd bleven.
De neus van de 375 L bleef behouden tot de A-stijl, gevolgd door vier wijd openslaande deuren (met deurgrepen van de Fiat 128) en een verlengde kofferbak met achterlichten die, net als op de 375 L, afkomstig waren van de Alfa Romeo Giulia. Later werden achterlichten van de Triumph TR6 gebruikt om de sedan een moderner uiterlijk te geven. Het profielaanzicht werd gekenmerkt door zijn horizontale lijnen die doorgetrokken werden naar de lange koffer, wat de wagen ietwat vreemde proporties gaf. Het interieur was volledig in leder uitgevoerd en voorzien van airconditioning, elektrische ramen en optioneel een Sony TV en een bar. De wagen kon gebruikt worden als limousine met chauffeur, daartoe werden meerdere exemplaren geleverd met een scheidingswand tussen het bestuurders- en passagierscompartiment.
Ook bij dit model werden herhaaldelijk verbeteringen en wijzigingen aangebracht, soms om te voldoen aan nieuwe reglementeringen en soms op verzoek van klanten. Zo was er op het Autosalon van Genève in 1976 een exemplaar te zien met twee rechthoekige koplampen van de Ford Granada, een matzwart radiatorrooster en met rubber beklede bumpers.
Hoeveel exemplaren er van de 375/4 gebouwd werden is moeilijk te achterhalen omdat de serieproductie gestopt werd in 1973 en de wagen daarna alleen nog op bestelling kon geleverd worden. Er wordt aangenomen dat er tussen de 28 en 35 wagens gemaakt werden.

#### Andere modellen
Hoewel ze niet expliciet de benaming "High Speed" in hun naam dragen, behoren de Berlinetta en de Palm Beach ook tot de High Speed-modellijn. Het zijn verdere ontwikkelingen van vroegere Monteverdi-ontwerpen die een zekere mate van technische onafhankelijkheid bereikten. Gezien de hoge verkoopprijzen zijn er slechts enkele exemplaren van gemaakt.